# Amsterdams sexdagars

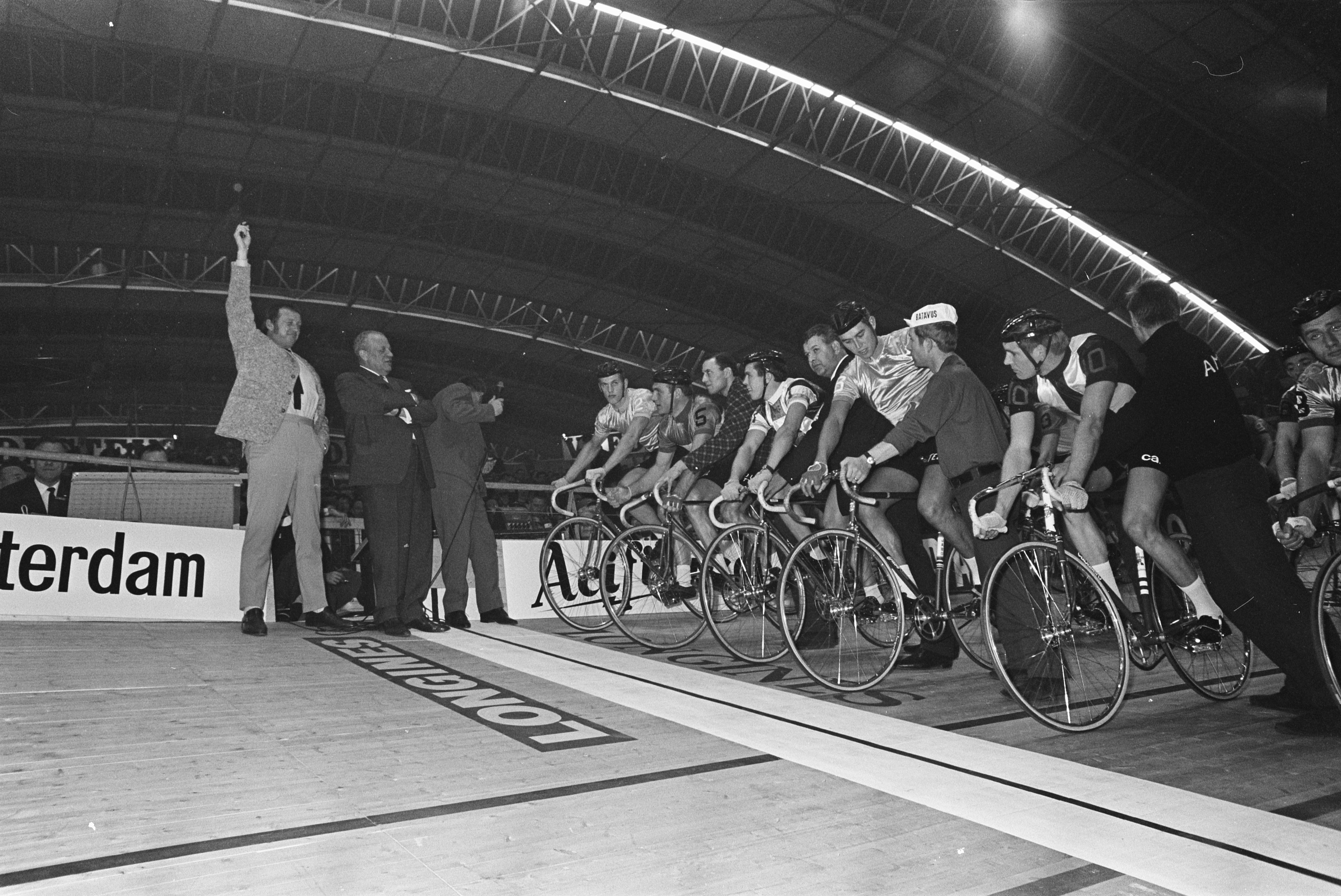
Starten vid Amsterdams sexdagars 1967.

Amsterdams sexdagars var ett nederländskt sexdagarslopp i bancykling som avhölls i Amsterdam i tre olika byggnader under tre perioder:
RAI Amsterdams gamla byggnad, november 1932–1934 och mars/april 1936.
RAI Amsterdams nya byggnad (Europahal), december 1966–1969
Velodrome Amsterdam, september 2001, oktober 2002–2014, samt december 2016
Flest segrar har nederländske Danny Stam med fyra stycken.

## Podieplaceringar
| År         | Vinnare                            | Tvåa                               | Trea                            |
| 1932       | Piet van Kempen Jan Pijnenburg     | Viktor Rausch Gottfried Hürtgen    | Adolphe Charlier Roger Deneef   |
| 1933       | Jan Pijnenburg Cor Wals            | Paul Broccardo Marcel Guimbretière | Viktor Rausch Gottfried Hürtgen |
| 1934       | Paul Broccardo Marcel Guimbretière | Jan Pijnenburg Jan van Kempen      | Albert Buysse Roger Deneef      |
| 1935       | ej avhållet                        |                                    |                                 |
| 1936       | Frans Slaats Adolphe Charlier      | Jan Pijnenburg Piet van Kempen     | Albert Billiet Roger Deneef     |
| 1937- 1965 | ej avhållet                        |                                    |                                 |
| 1966       | Peter Post Fritz Pfenninger        | Palle Lykke Jensen Freddy Eugen    | Jan Janssen Patrick Sercu       |
| 1967       | Palle Lykke Jensen Freddy Eugen    | Fritz Pfenninger Jo de Roo         | Sigi Renz Romain Deloof         |
| 1968       | Jan Janssen Klaus Bugdahl          | Peter Post Leo Duyndam             | Palle Lykke Jensen Freddy Eugen |
| 1969       | Peter Post Romain Deloof           | Dieter Kemper Klaus Bugdahl        | Gérard Koel Piet de Wit         |
| 1970- 2000 | ej avhållet                        |                                    |                                 |
| 2001       | Matthew Gilmore Scott McGrory      | Silvio Martinello Marco Villa      | Robert Slippens Danny Stam      |
| 2002       | Silvio Martinello Marco Villa      | Robert Slippens Danny Stam         | Matthew Gilmore Scott McGrory   |
| 2003       | Robert Slippens Danny Stam         | Bruno Risi Kurt Betschart          | Matthew Gilmore Scott McGrory   |

| År   | Vinnare                         | Tvåa                         | Trea                          |
| 2004 | Robert Slippens Danny Stam      | Bruno Risi Kurt Betschart    | Matthew Gilmore Scott McGrory |
| 2005 | Bruno Risi Kurt Betschart       | Robert Slippens Danny Stam   | Matthew Gilmore Iljo Keisse   |
| 2006 | Danny Stam Peter Schep          | Joan Llaneras Isaac Galvez   | Bruno Risi Franco Marvulli    |
| 2007 | Iljo Keisse Robert Bartko       | Robert Slippens Danny Stam   | Peter Schep Erik Zabel        |
| 2008 | Robert Slippens Danny Stam      | Iljo Keisse Robert Bartko    | Erik Zabel Leif Lampater      |
| 2009 | Robert Bartko Roger Kluge       | Bruno Risi Franco Marvulli   | Danny Stam Leif Lampater      |
| 2010 | Roger Kluge Robert Bartko       | Léon van Bon Danny Stam      | Franco Marvulli Niki Terpstra |
| 2011 | Niki Terpstra Iljo Keisse       | Peter Schep Wim Stroetinga   | Yoeri Havik Nick Stöpler      |
| 2012 | Michael Mørkøv Pim Ligthart     | Niki Terpstra Iljo Keisse    | Peter Schep Wim Stroetinga    |
| 2013 | Kenny De Ketele Gijs Van Hoecke | Leif Lampater Raymond Kreder | Jens Mouris Wim Stroetinga    |
| 2014 | Niki Terpstra Yoeri Havik       | Jasper De Buyst Pim Ligthart | Leif Lampater Nick Stöpler    |
| 2015 | ej avhållet                     |                              |                               |
| 2016 | Kenny De Ketele Moreno De Pauw  | Leif Lampater Marcel Kalz    | Tristan Marguet Claudio Imhof |

## Video
- Video (1:26) från Amsterdams sexdagars 1969.